# Sandra Nasić
Sandra Nasić (née le 25 mai 1976 à Göttingen) est une chanteuse allemande, et membre du groupe de rock Guano Apes.

## Biographie

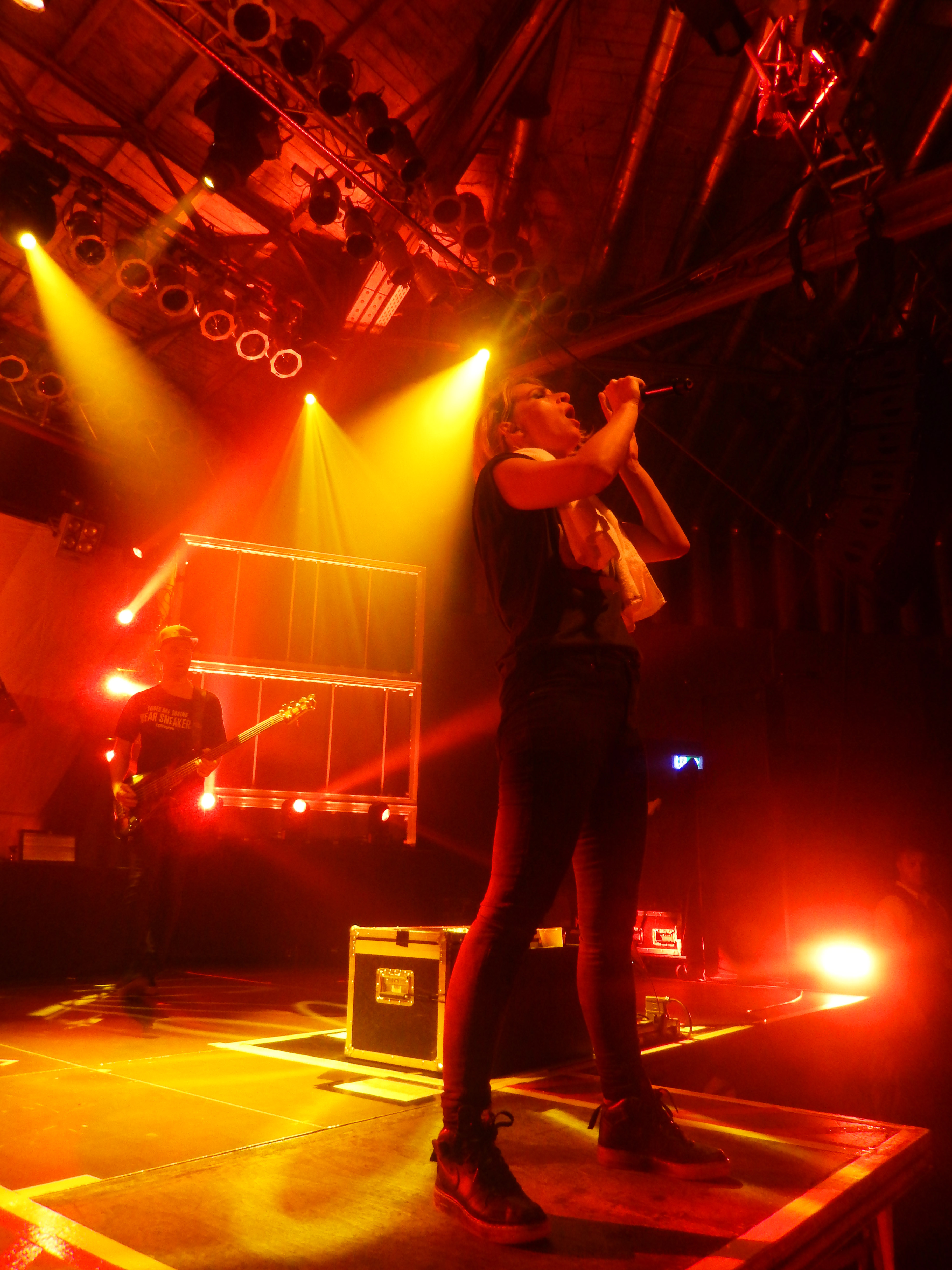
Sandra Nasić (Guano Apes) à Sarrebruck en 2017.

Sandra naît à Göttingen de parents croates. Après avoir été diplômée de l'école secondaire, elle a planifié de faire ses études en art et design. Mais une nuit en 1994, à une fête universitaire, les autres trois membres du futur groupe l'ont approchée. Après quelques discussions, elle commence à répéter avec eux.  Vocalement, Sandra est capable de passer d'une voix agressive à une voix très douce dans la même chanson. Elle est déjà souvent comparée par plusieurs à des chanteurs comme Serj Tankian et Chino Moreno. 
Après que Guano Apes ait fini une brève tournée d'adieu et publié un best-of, Planet of the Apes en février 2005, elle annonce commencer sa carrière solo. Elle collabore aussi avec Apocalyptica (sur le titre Path) et DJ Tomekk. Son premier single, Fever / Name of My Baby, sort en septembre 2005.
Son premier album solo, The Signal, sort en 2007.
D'août à novembre 2012, elle fait partie du jury de la troisième saison de X Factor, aux côtés de Sarah Connor, H.P. Baxxter et Moses Pelham.

## Discographie

### Albums studio
- 2007 : The Signal (46e place des charts allemands[4])

### Singles
- 2000 : Heal Yourself
- 2001 : Path, Vol. 2
- 2003 : Beat of Life (avec DJ Tomekk feat. Ice-T, Trigga Tha Gambla et Smoothe tha Hustla[5])
- 2005 : A Very Loud Lullaby
- 2007 : Fever
- 2009 : My City Is My Lab
- 2014 : Drowned in Destiny
- 2014 : Last Christmas